# Jaden Schwartz
Jaden Schwartz (* 25. Juni 1992 in Melfort, Saskatchewan) ist ein kanadischer Eishockeyspieler, der seit Juli 2021 bei den Seattle Kraken in der National Hockey League unter Vertrag steht. Der linke Flügelstürmer verbrachte zuvor zehn Jahre bei den St. Louis Blues, die ihn im NHL Entry Draft 2010 an 14. Position ausgewählt hatten und mit denen er in den Playoffs 2019 den Stanley Cup gewann.

## Karriere

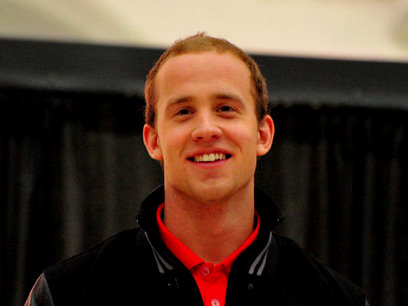
Jaden Schwartz, 2011

Schwartz begann seine Karriere bei den Notre Dame Hounds in den Juniorenligen der kanadischen Provinz Saskatchewan. In der Saison 2008/09 spielte er für die Hounds in der Saskatchewan Junior Hockey League (SJHL). In 46 Partien gelangen ihm 76 Scorerpunkte, woraufhin er als SJHL-Rookie des Jahres ausgezeichnet wurde. Anschließend wechselte er zu Tri-City Storm in die United States Hockey League (USHL). In seiner ersten und einzigen Spielzeit in der USHL war Schwartz mit 83 Punkten aus 60 Partien Topscorer der Liga und wurde im Anschluss an die Saison als USHL-Stürmer des Jahres ausgezeichnet, zusätzlich wurde er in das USHL First All-Star-Team gewählt.
Beim NHL Entry Draft 2010 wurde Jaden Schwartz in der ersten Runde an 14. Position von den St. Louis Blues ausgewählt. Der Offensivakteur schloss sich anschließend den Colorado College Tigers aus der Western Collegiate Hockey Association (WCHA) an und war bereits in seiner ersten Spielzeit in der WCHA mit 47 Punkten aus 30 Partien Topscorer der Tigers. Für diese Leistungen wurde er sowohl in das WCHA All-Rookie-Team als auch in das WCHA Third All-Star-Team gewählt. Auch in der folgenden Saison war er erfolgreichster Punktesammler der Tigers.
Am 12. März 2012 unterschrieb Schwartz einen dreijährigen Einstiegsvertrag bei den St. Louis Blues. Fünf Tage darauf debütierte er bei einer Partie der Blues gegen die Tampa Bay Lightning in der National Hockey League (NHL) und erzielte sogleich mit seinem ersten Schuss sein erstes NHL-Tor. Insgesamt kam Schwartz in der NHL-Saison 2011/12 auf sieben Einsätze für die Blues.
Die Spielzeit 2012/13 begann Schwartz bei St. Louis’ Farmteam Peoria Rivermen in der American Hockey League, bevor er nach Beendigung des Lockouts in den NHL-Kader der Blues berufen wurde. Schwartz etablierte sich als Stammspieler der Blues und kam in 45 NHL-Partien zum Einsatz, dabei gelangen ihm sieben Tore und 13 Scorerpunkte. Mit dem Team gewann er in den Playoffs 2019 den Stanley Cup.
Im Sommer 2021 erhielt er keinen neuen Vertrag in St. Louis und verließ das Team somit nach zehn Jahren und 560 Partien sowie 385 Scorerpunkten. Wenig später schloss er sich daher im Juli 2021 als Free Agent den neu gegründeten Seattle Kraken an. Dort unterzeichnete er einen neuen Fünfjahresvertrag, der ihm ein durchschnittliches Jahresgehalt von 5,5 Millionen US-Dollar einbringen soll.

### International
Jaden Schwartz vertrat sein Heimatland mit der kanadischen Nationalmannschaft erstmals bei der U20-Junioren-Weltmeisterschaft 2011. Er erreichte mit seiner Mannschaft das Finale und unterlag dort der russischen Auswahl mit 3:5. Bei der U20-Junioren-Weltmeisterschaft im Jahr darauf führte er seine Mannschaft als Mannschaftskapitän aufs Eis. Die Kanadier unterlagen im Halbfinale der russischen Mannschaft, erspielten sich aber im Spiel um Platz drei gegen das finnische Team die Bronzemedaille.
Sein Debüt für die A-Nationalmannschaft gab Schwartz im Rahmen der Weltmeisterschaft 2018 und belegte dort mit dem Team den vierten Platz.

## Erfolge und Auszeichnungen
| - 2009 SJHL-Rookie of the Year - 2010 Teilnahme am USHL All-Star-Game - 2010 Topscorer der USHL - 2010 USHL-Stürmer des Jahres - 2010 USHL First All-Star-Team | - 2011 WCHA All-Rookie-Team - 2011 WCHA Third All-Star-Team - 2012 WCHA Second All-Star-Team - 2012 NCAA West First All-American-Team - 2019 Stanley-Cup-Gewinn mit den St. Louis Blues |

### International
- 2011 Silbermedaille bei der U20-Junioren-Weltmeisterschaft
- 2012 Bronzemedaille bei der U20-Junioren-Weltmeisterschaft

## Karrierestatistik

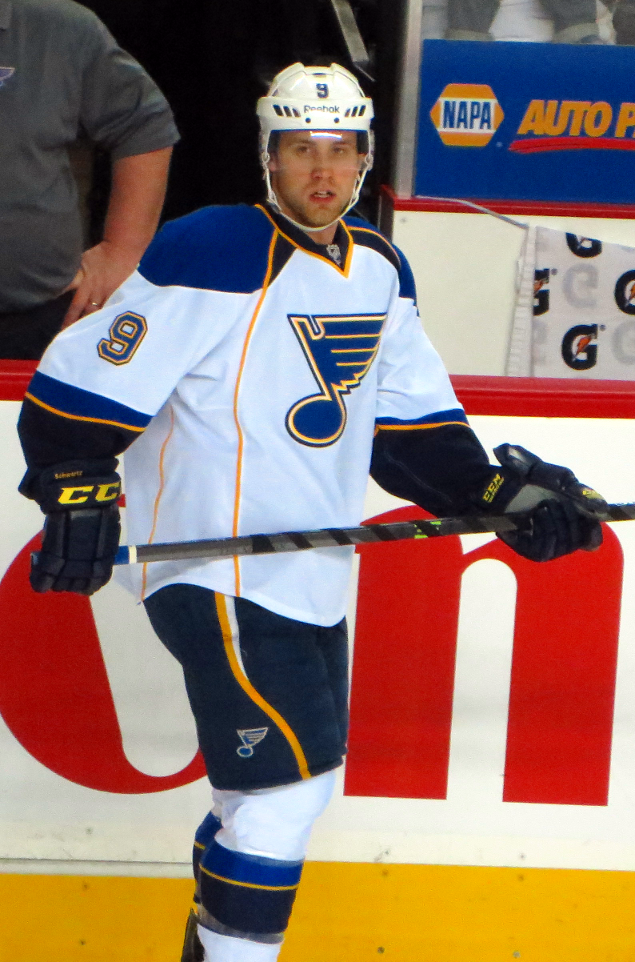
Schwartz im Trikot der St. Louis Blues (2014)

Stand: Ende der Saison 2024/25

### International
Vertrat Kanada bei:
- U20-Junioren-Weltmeisterschaft 2011
- U20-Junioren-Weltmeisterschaft 2012
- Weltmeisterschaft 2018

(Legende zur Spielerstatistik: Sp oder GP = absolvierte Spiele; T oder G = erzielte Tore; V oder A = erzielte Assists; Pkt oder Pts = erzielte Scorerpunkte; SM oder PIM = erhaltene Strafminuten; +/− = Plus/Minus-Bilanz; PP = erzielte Überzahltore; SH = erzielte Unterzahltore; GW = erzielte Siegtore; 1 Play-downs/Relegation; Kursiv: Statistik nicht vollständig)